# 国王街 (剑桥)

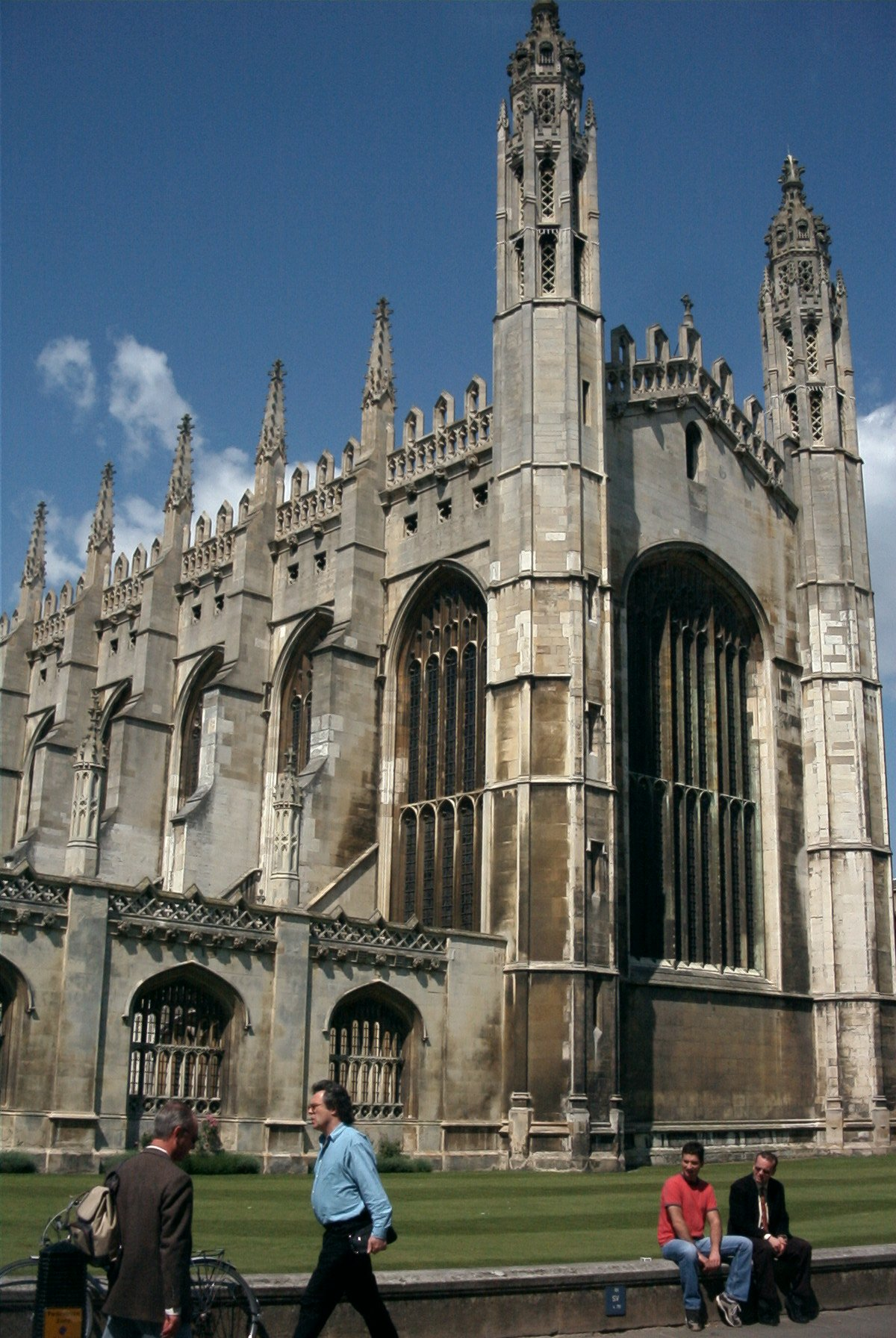
国王学院礼拜堂

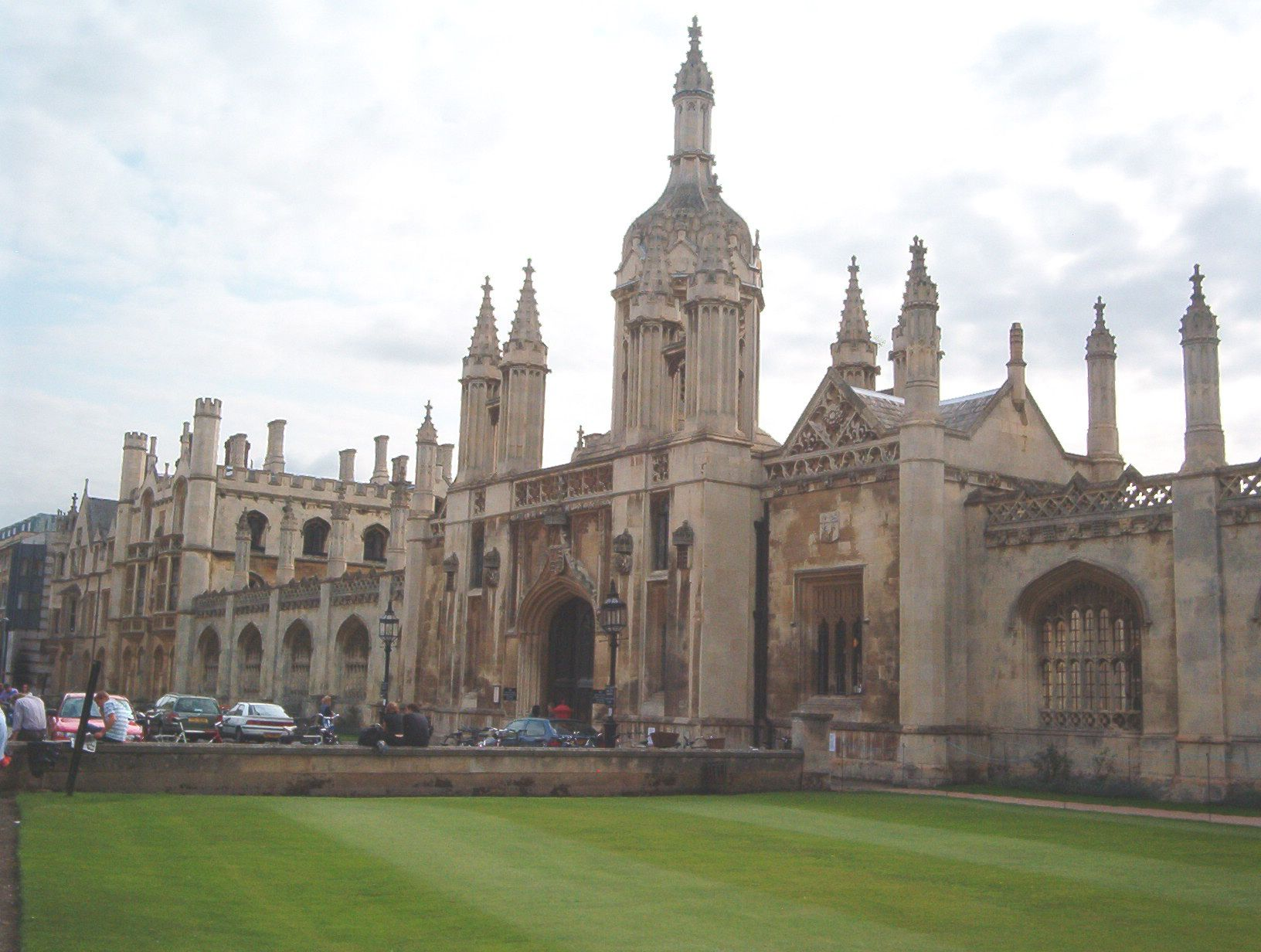
国王学院

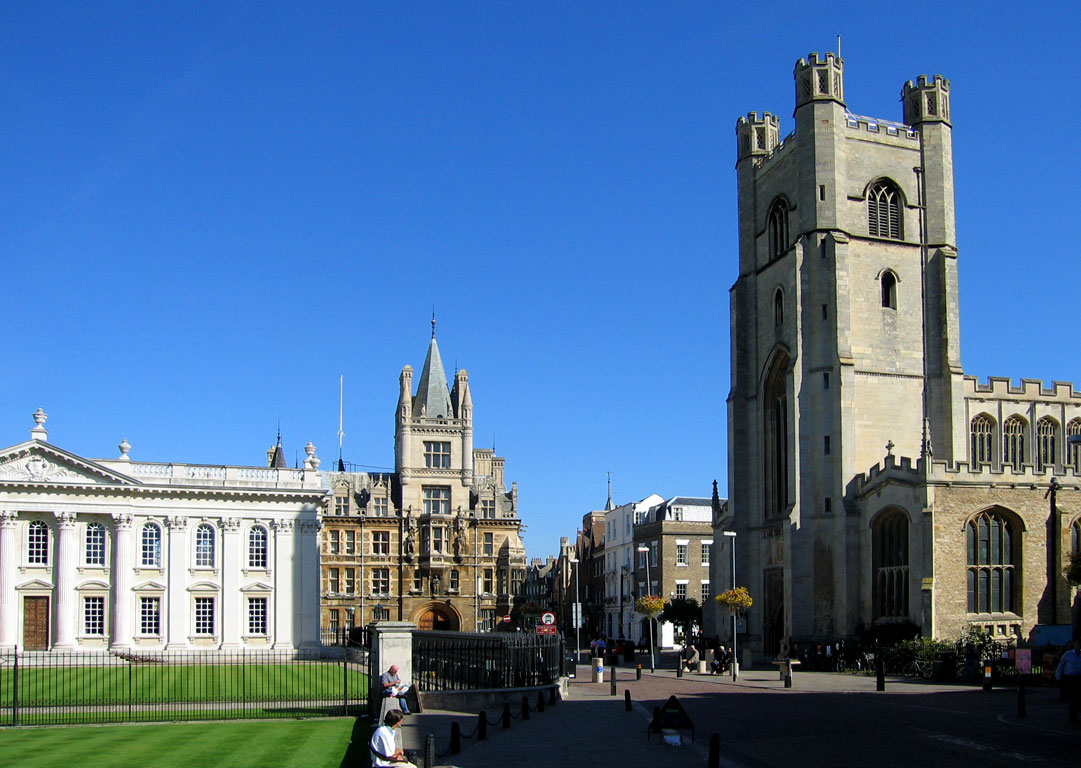
剑桥大学评议会大楼（左）和大圣玛利亚教堂（右）

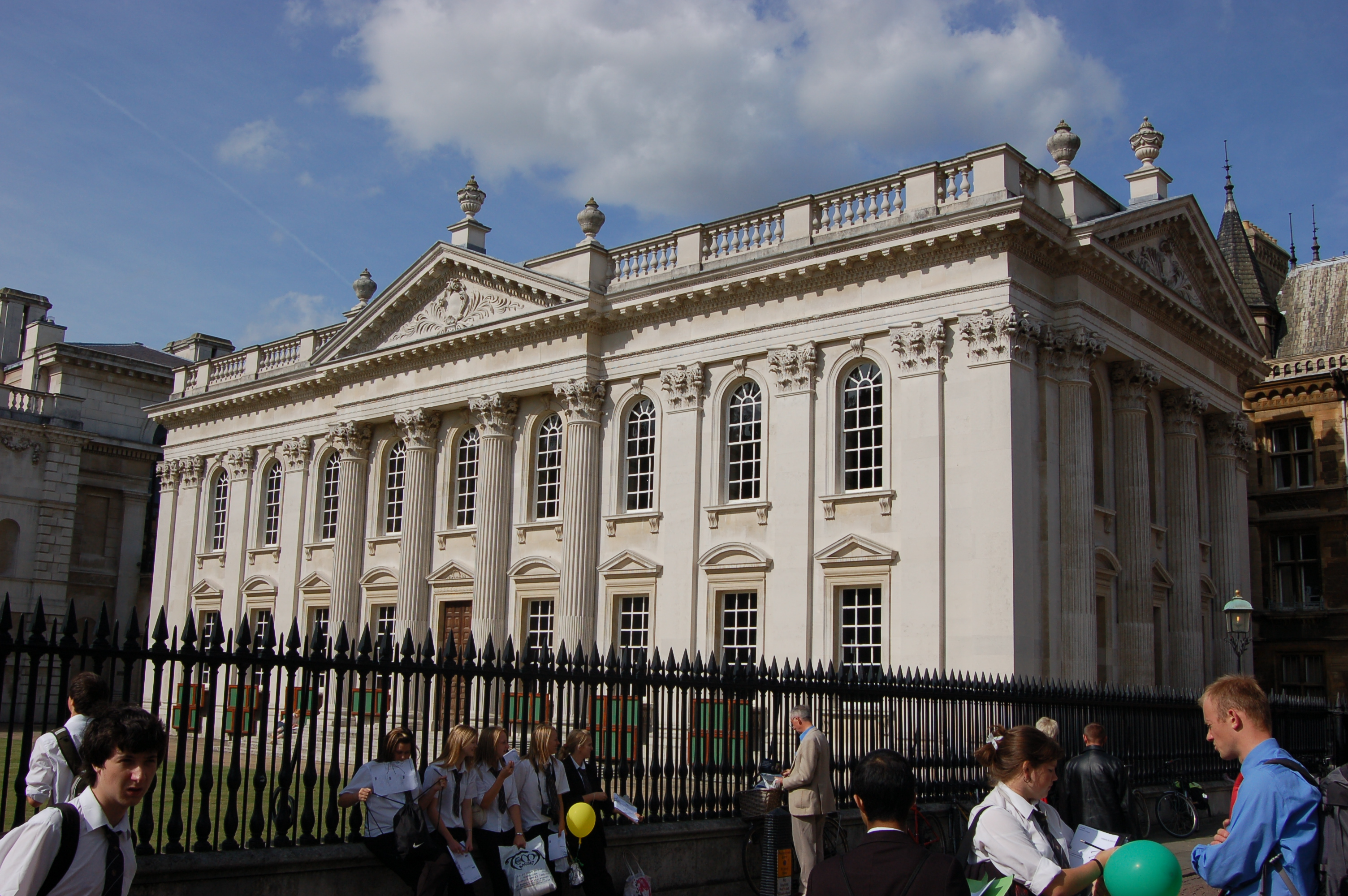
参议院

国王街（King's Parade）是英格兰剑桥中心的一条历史街道，北接三一街（Trinity Street）及圣约翰街，南接特兰平顿街。这是剑桥主要的旅游区，剑桥大学的中心位置。
国王学院及国王学院礼拜堂位于国王街西侧，这条街因而得名。其北侧是剑桥大学评议会大楼，主要用于学位仪式，其对面是古老的大圣玛利亚教堂。